# Steve Gawley
Steve Gawley (* um 1952) ist ein US-amerikanischer Spezialeffektkünstler.

## Leben
Gawley studierte Produktdesign an der California State University. Mitte der 1970er Jahre gehörte er zu den ersten Angestellten von George Lucas’ Spezialeffekt-Firma Industrial Light & Magic, der er bis 2006 angehörte. Zu Gawleys ersten Arbeiten gehörte der Modellbau für die Spezialeffekte für Krieg der Sterne, in dem Film hatte er auch eine Komparsenrolle als Sturmtruppler. Bei der Fortsetzung Das Imperium schlägt zurück arbeitete er als Vormann in der Modellbauabteilung, und bei Die Rückkehr der Jedi-Ritter leitete er die Abteilung. Auch für die später entstandenen Prequels Star Wars: Episode I – Die dunkle Bedrohung und Star Wars: Episode II – Angriff der Klonkrieger beaufsichtigte er die Modellarbeiten. Neben den Star-Wars-Filmen arbeitete er auch als leitender Modellbauer an drei Star-Trek-Filmen sowie am Pilotfilm der Fernsehserie Raumschiff Enterprise: Das nächste Jahrhundert. Zudem war Gawley an allen Zurück-in-die-Zukunft-Filmen beteiligt.
Gawley wurde 1990 für Zurück in die Zukunft II für den Oscar nominiert.

## Filmografie (Auswahl)
- 1977: Krieg der Sterne (Star Wars)
- 1978: Kampfstern Galactica (Battlestar Galactica)
- 1980: Das Imperium schlägt zurück (The Empire Strikes Back)
- 1981: Jäger des verlorenen Schatzes (Raiders of the Lost Ark)
- 1982: Star Trek II: Der Zorn des Khan (Star Trek: The Wrath of Khan)
- 1983: Die Rückkehr der Jedi-Ritter (Return of the Jedi)
- 1984: Star Trek III: Auf der Suche nach Mr. Spock (Star Trek III: The Search for Spock)
- 1985: Zurück in die Zukunft (Back to the Future)
- 1987: Raumschiff Enterprise: Das nächste Jahrhundert (Star Trek: The Next Generation)
- 1989: Indiana Jones und der letzte Kreuzzug (Indiana Jones and the Last Crusade)
- 1989: Zurück in die Zukunft II (Back to the Future Part II)
- 1990: Jagd auf Roter Oktober (The Hunt for Red October)
- 1990: Zurück in die Zukunft III (Back to the Future Part III)
- 1993: Jurassic Park
- 1994: Star Trek: Treffen der Generationen (Star Trek: Generations)
- 1996: Mission: Impossible
- 1997: Men in Black
- 1999: Star Wars: Episode I – Die dunkle Bedrohung (Star Wars: Episode I - The Phantom Menace)
- 2002: Star Wars: Episode II – Angriff der Klonkrieger (Star Wars: Episode II - Attack of the Clones)
- 2006: Mission: Impossible III
- 2006: Pirates of the Caribbean – Fluch der Karibik 2 (Pirates of the Caribbean: Dead Man's Chest)
- 2007: Pirates of the Caribbean – Am Ende der Welt (Pirates of the Caribbean: At World's End)

## Auszeichnungen
- 1990: Oscar-Nominierung für Zurück in die Zukunft II
- 1990: BAFTA Film Award für Zurück in die Zukunft II